# Chūdan-no-kamae

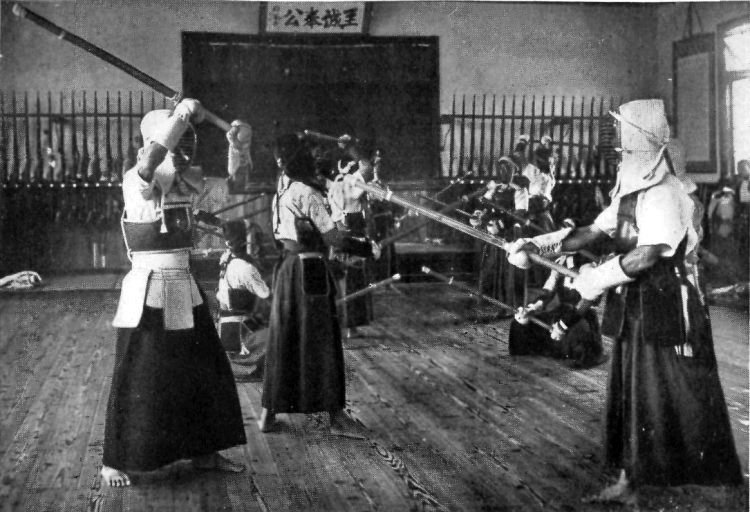
Pratica di kendo in una scuola agraria intorno al 1920. La persona a destra in primo piano è in chūdan-no-kamae, la persona a sinistra è in jōdan-no-kamae.

Chūdan-no-kamae (中段の構え:ちゅうだんのかまえ?), occasionalmente Chūdan-gamae, o semplicemente Chūdan, come è abbreviato in molte scuole di Arti marziali giapponesi che insegnano l'uso della katana (spada). Chūdan-no-kamae si traduce in "postura di livello medio", è anche chiamata Seigan-no-kamae (正眼之構) che può essere tradotto in "Postura Destra". Nella maggior parte delle scuole di spada, e nella pratica del kendo, la chūdan-no-kamae è la postura più elementare. Fornisce un bilanciamento tra tecniche offensive e difensive.

## Kendo
La Chūdan-no-kamae è una delle cinque posizioni del kendo : jōdan, chūdan, gedan, hassō e waki.
Questa è la posizione più basilare nel kendo, che bilancia attacco e difesa. Se assunta correttamente, il busto ( do ) e il polso destro ( migi-kote ) sono nascosti all'avversario. La gola è visibile, ma la punta estesa della spada è una minaccia per un nemico che avanza con una probabile controspinta. La testa ( men ) è l'unico bersaglio chiaramente aperto, ma anche questo è facilmente difendibile. Se la kamae è eseguita correttamente, il kenshi può stare alla distanza giusta per colpire, mantenendo comunque una buona difesa.
Ad un principiante solitamente viene insegnata questa postura per prima per imparare la corretta distanza per colpire, issoku-itto-no-maai.

### Posizione del corpo
Nella chūdan-no-kamae, il piede sinistro è leggermente dietro il destro, con il tallone sinistro leggermente sollevato. Entrambi i piedi sono paralleli, i fianchi sono dritti in avanti, le spalle sono rilassate, la colonna vertebrale è sempre perpendicolare al pavimento. Il baricentro dovrebbe essere centrato tra entrambi i piedi.
Lo shinai si tiene con le mani davanti all'ombelico, con la punta dell'arma puntata alla gola dell'avversario.

## Kenjutsu in generale
Anche gli stili tradizionali di kenjutsu lo usano come posizione di base, l'unica variazione è l'utilizzo dei piedi. In generale, è necessaria una base molto più solidale per un taglio corretto con potenza, stabilità e concentrazione. Alcuni stili tradizionali possono anche assumere la posizione di zenkutsu dachi per il loro gioco di gambe.
Al contrario, e ad esempio, il kenjutsu insegnato nella pratica dell'aikido opta per una via di mezzo, dove la chūdan-no-kamae è assunta con il corpo in posizione di hanmi-dachi. Lo scopo è ridurre la possibilità di un ai-uchi (colpo simultaneo, di solito con conseguente morte reciproca), che spesso si verifica in modo innocuo nel kendo (chiunque secondo i giudici abbia colpito per primo ottiene i punti), ma è generalmente è scomodo in un combattimento reale

## Altre kamae (posture)
Alcune altre kamae sono:
- Gedan-no-kamae
- Jodan-no-kamae
- Hassō-no-kamae
- Waki-gamae

Tutte loro hanno una versione hidari (左) sinistra e migi (右) destra. Quando indicato, hidari o migi saranno preceduti al nome della posizione, ad esempio migi gedan-no-kamae sarebbe 右下段の構え.
Questi sono le kamae più standard e i più praticate. Ne esistono altre e, come esempio estremo, l'arte di Tenshin Shōden Katori Shintō-ryū utilizza tutte queste posizioni e almeno il doppio di esse, e quasi nessuno utilizza effettivamente le posizioni citate sopra.
le cinque kamae sono chiamate fuoco (jōdan), acqua (chūdan), terra (gedan), legno (hassō) e metallo (waki) secondo i Cinque Elementi. In alternativa, nello Yagyu Shinkage, sono indicati come paradiso (jōdan), uomo (chūdan), ombra (hassō) e luce (waki), con la terra (gedan) condivisa reciprocamente.

## Scuole europee di spada
Questa posizione è conosciuta come Eisenport o Iron Gate nelle arti marziali tedesche dal 14º al 16º secolo.
Questa posizione è molto simile alla Posta di Breve o guardia corta nelle arti marziali italiane dal XIV al XVI secolo. Alla fine del 1500 Camillo Agrippa la ribattezzò Terza. Le convenzioni di denominazione numerica di Agrippa furono ampiamente adottate all'inizio del XVII secolo.